# Kloster Erlach

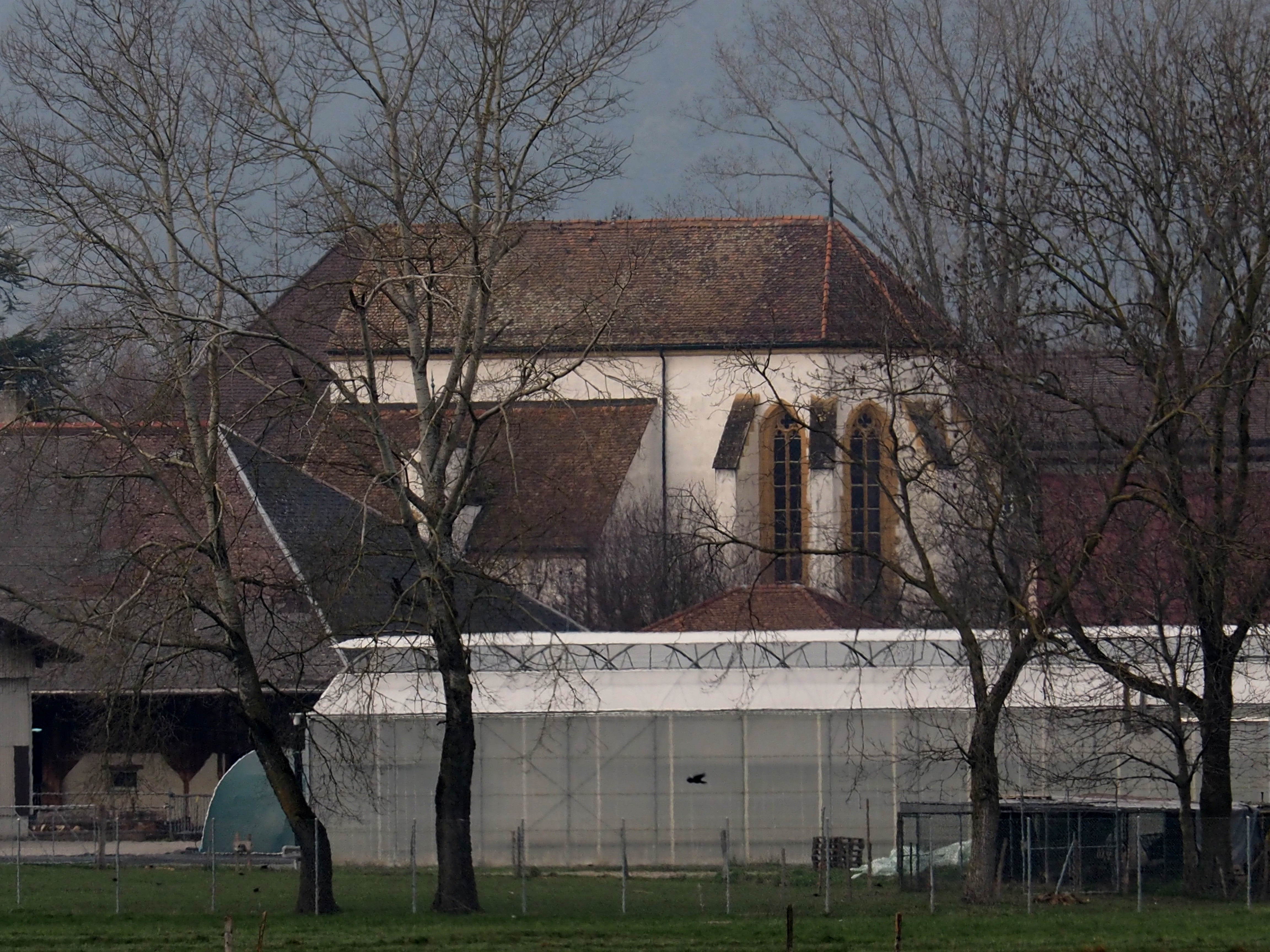
Ehemalige Klosterkirche St. Johannsen (2016)

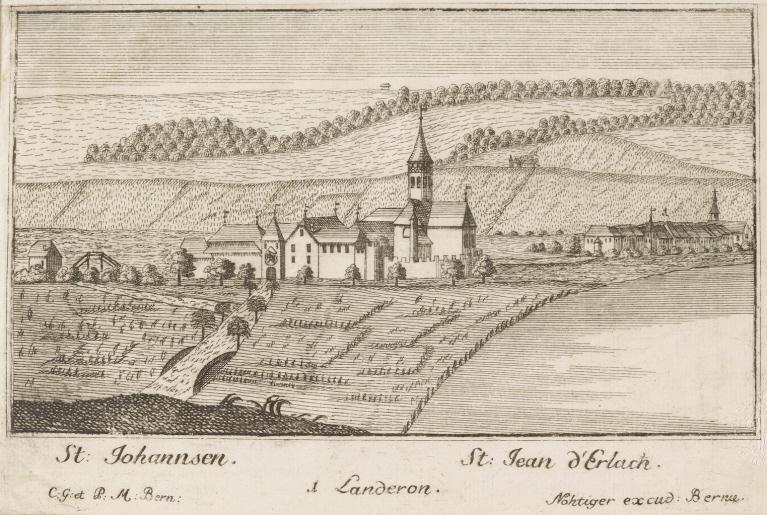
Das ehemalige Kloster St. Johannsen, Grafik von Johann Ludwig Nöthiger.

Das einstige Kloster Erlach, später St. Johannsen genannt, ist eine ehemalige Benediktinerabtei und heute Teil der Justizvollzugsanstalt für männliche Erwachsene in der Gemeinde Gals im Kanton Bern.

## Geschichte
Die in der Diözese Lausanne gelegene Abtei wurde zwischen 1093 und 1103 durch Cuno von Fenis, Bischof von Lausanne, auf einer Zihlinsel aus dem Besitz des Hauses Fenis gegründet. Die ersten Mönche stammten aus St. Blasien im Schwarzwald. Das Kloster stand um 1350 in Bruderschaft mit den Klöstern Pfäfers, Frienisberg, Bellelay, Fontaine-André, Gottstatt und St. Petersinsel sowie im Burgrecht mit der Stadt Biel. Unter den Äbten Louis de Vuillafans (1365–1390) und Johann von Neuenburg (1392–1412) wurden Kirche und Kloster fast vollständig erneuert. Der reiche Klosterbesitz erstreckte sich über das Seeland, den Tessenberg, im Vallon de Saint-Imier, im Neuenburgischen, in der Umgebung von Bern, im Emmental sowie in den Grenzgebieten zu Luzern, Solothurn und zum Aargau. Überdies besass Erlach die Kirchensätze von Erlach, Diesse, Grenchen, Oberbüren, Nugerol, Walperswil, Biel und Ligerz. 
In den Jahren 1528 bis 1529 erfolgte die Säkularisation und die Umwandlung in eine Landvogtei unter dem heute noch geläufigen Namen St. Johannsen. Das Langhaus der Klosterkirche wurde abgebrochen, der Chor und das Querhaus wurden als Kornmagazin verwendet. Ab 1834 beherbergten die Gebäude des Klosters eine Fabrik, ab 1837 zusätzlich eine Ziegelei, bis sie 1883 durch den Kanton Bern zurückgekauft und in eine Strafanstalt umgewandelt wurden. Seit 1978 ist diese ein konkordatliches Massnahmenzentrum für männliche Erwachsene.